# Крадци на велосипеди
„Крадци на велосипеди“ (на италиански: Ladri di biciclette) е италиански неореалистичен филм от 1948 година, режисиран от Виторио Де Сика. Сценарият е адаптиран от Чезаре Дзаватини по едноименния роман на Луиджи Бартолини. Главните роли се изпълняват от Ламберто Маджорани и Енцо Стаиола.

## Сюжет
В основата си сюжетът представя беден семеен мъж, който броди из улиците на Рим със сина си и се опитва да намери откраднатия си велосипед. Филмът е носител на редица филмови отличия и бързо се превръща в класическа картина на човешките ценности.

## В ролите
| Изпълнител         | Роля                             |
| ------------------ | -------------------------------- |
| Ламберто Маджорани | Антонио Ричи                     |
| Енцо Стаиола       | Бруно Ричи, синът на Антонио     |
| Лианела Карел      | Мария Ричи, съпругата на Антонио |
| Джино Салтамеренда | Байоко                           |
| Виторио Антонучи   | крадец на колело                 |
| Джулио Чиари       | просяк                           |

## Продукция
„Крадци на велосипеди“ е един от най-прочутите филми на движението на Италианския неореализъм, започнато от Роберто Роселини с „Рим, открит град“ (1945) и опитващо се да доближи максимално киното до действителността. Съгласно принципите на това движение Де Сика снима само на място в Рим и вместо професионални актьори използва хора без опит в сценичното изкуство. Главната роля например се играе от Ламберто Маджорани, който е стругар.

## Отзиви
През 1949 година Босли Краудър, филмов критик за „Ню Йорк Таймс“, дава положителна оценка на филма:
| „ | Италианците отново ни изпратиха блестящ и смазващ филм с „Крадци на велосипеди“, печална драма за съвременния градски живот от Виторио Де Сика. Широко и пламенно приветстван от онези, които го видяха в чужбина (където вече спечели няколко награди от различни филмови фестивали), този сърцераздирателен филм за фрустрацията, който пристигна в [Световния театър] вчера, има изгледи да изпълни прогнозите за абсолютния си триумф тук. Още веднъж талантливият Де Сика, който ни даде разтърсващия „Шуша“, тази отчайващо трагична демонстрация на младежката поквара в следвоенен Рим, подхваща и остро обрисува с прости и реалистични изразни средства една голяма – всъщност, фундаментална и универсална – драматична тема. А тя е изолацията и самотността на малкия човек в този сложен социален свят, иронично благословен с институции, даващи утеха и предпазващи човечеството. | “ |

Когато филмът отново излиза в края на 90-те години, Боб Греъм, филмов критик за „Сан Франсиско Кроникъл“, също пише положителни отзиви за него:
| „ | Ролите се играят от неактьори – Ламберто Маджорани като бащата и Енцо Стаиола като угриженото момче, което понякога изглежда така, сякаш е миниатюрен мъж. Те внасят забележителна извисеност в непоколебимия поглед на Де Сика върху следвоенна Италия. Колелото на живота се върти и стрива хората на прах; мъжът, който в утрото жъне успех, до привечер е вече принизен. Невъзможно е да се въобрази тази история във форма, различна от тази на Де Сика. Новата черно-бяла репродукция има изключителен диапазон от сиви тонове, които стават все по-тъмни с напредването на живота. | “ |

## Награди и номинации
Филмът се представя по следния начин:
- Носител на почетен „Оскар за най-добър чуждоезичен филм“ (1950);
- Носител на „Златен глобус“ за най-добър чуждоезичен филм (1950);
- Определен за най-добър филм от Британската академия за филмово и телевизионно изкуство (1950);
- Специална награда на журито на фестивала в Локарно, Швейцария за Виторио Де Сика (1949);
- Националният съвет за преглед на филми: най-добър режисьор (Де Сика), най-добър филм (1949);
- Награда на Кръга на критиците на Ню Йорк за най-добър чуждоезичен филм (1949);
- Номиниран за Оскар за най-добър сценарий, Чезаре Дзаватини (1950);
- Златен вълк за най-добър филм от филмовия фестивал в Букурещ (1950);
- Награда „Бодил“, Копенхаген, за най-добър европейски филм, Виторио Де Сика (1950);
- Награда от Кръга на киносценаристите, Испания, за най-добър чужд филм (1951);
- Награда Кинема Джунпо, Токио, за най-добър чуждоезичен филм, Виторио Де Сика (1951).

През 1952 година британското списание „Сайт Енд Саунд“ организира анкета с участието на филмови творци и критици, и съгласно резултатите „Крадци на велосипеди“ е избран за най-великия филм на всички времена. В анкета сред режисьорите, отново организирана от същата медия – този път през 2002 година, той заема шеста позиция. Определен е от Британския филмов институт за един от 10-те най-добри филма, които трябва да се видят преди навършването на 14 години. Ватиканът го определя за един от най-добрите филми, представящи хуманистичните ценности.